# Area 51

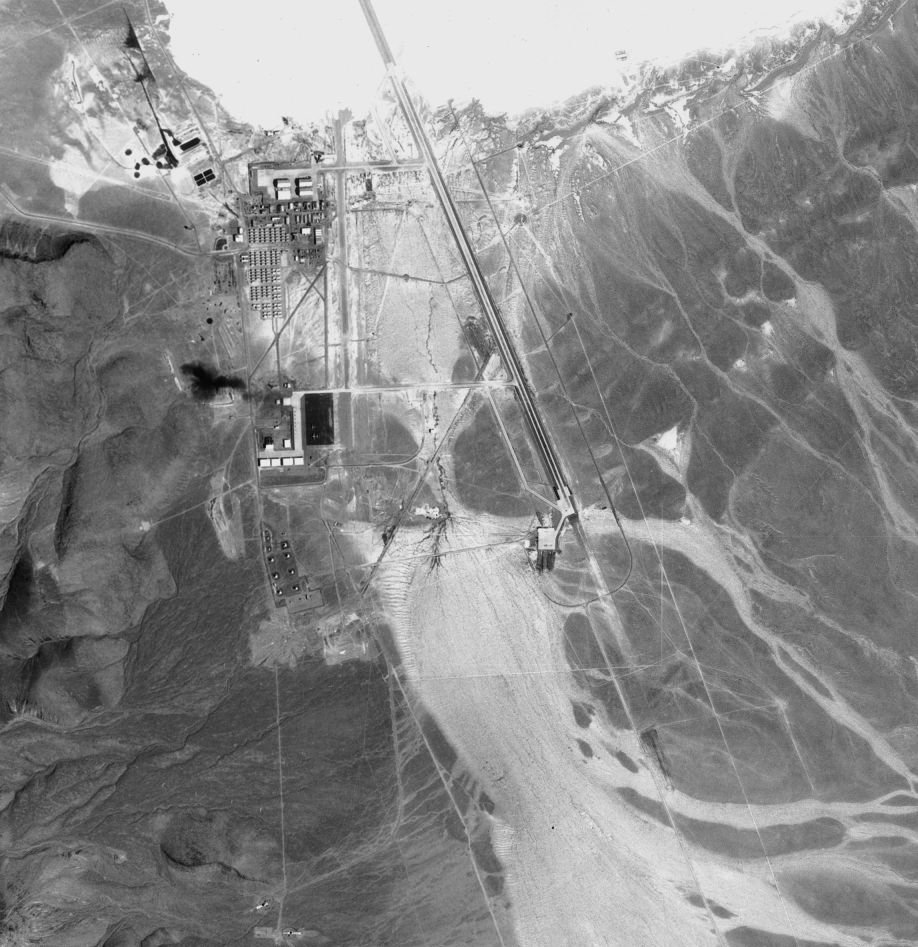
Satellietfoto van Area 51 op 28 augustus 1968

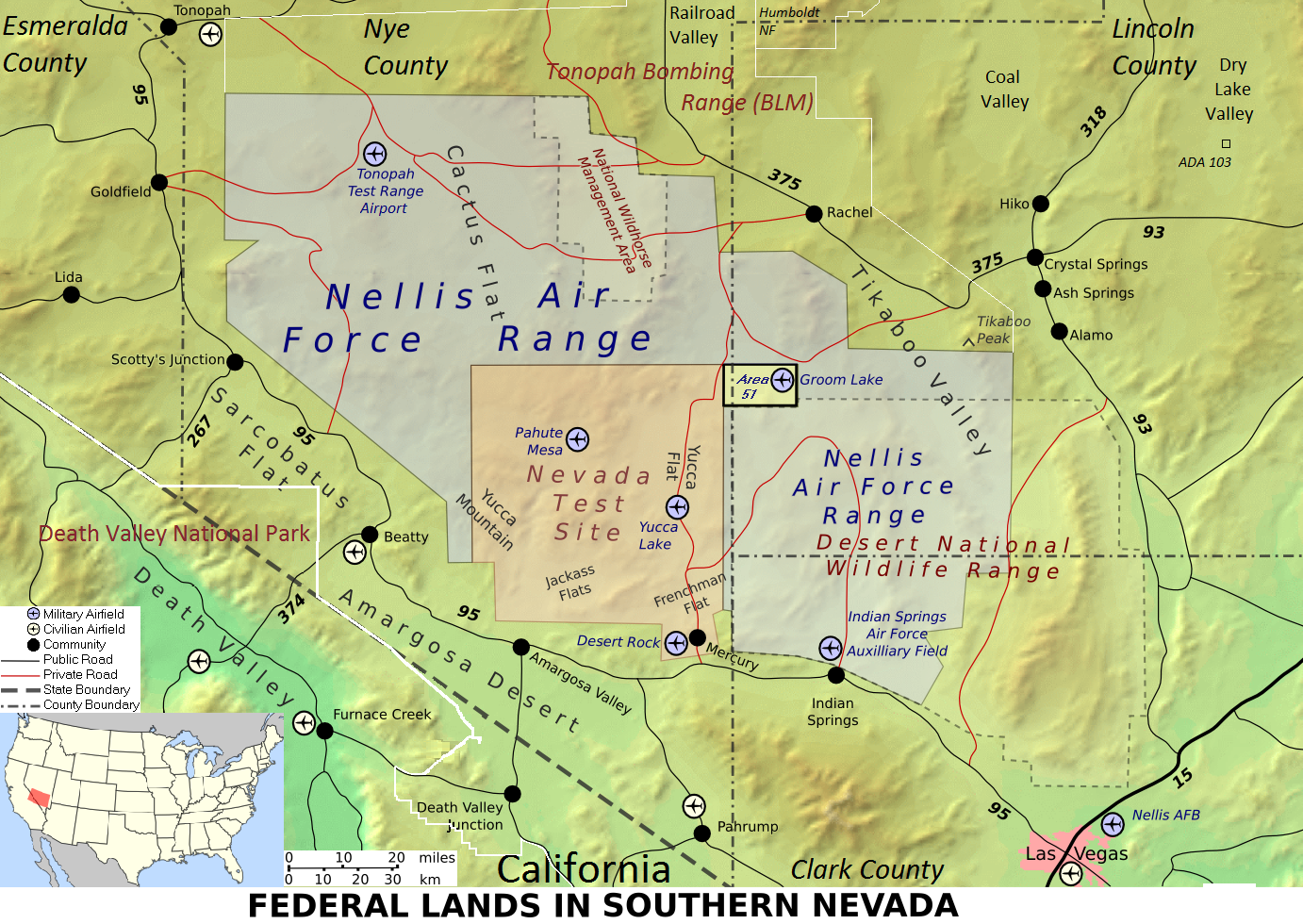
Het Nellis Air Force Base Complex, met de Nellis Air Force Range, de Nevada Test Site (Nevada National Security Site) en het daartussen gelegen Area 51, dit alles ten noordwesten van de Nellis Air Force Base

Area 51 is een militaire basis van de Amerikaanse luchtmacht, gelegen bij de westgrens van Lincoln County (Nevada), in de Nevadawoestijn ten noorden van Las Vegas. De basis wordt streng bewaakt en is voor buitenstaanders niet toegankelijk. Ook in Amerikaanse staten als Utah, Ohio en Colorado liggen dergelijke luchtmachtbases. Area 51 is een onderdeel van de Nevada Test and Training Range en ligt ruim binnen het Nellis Air Force Base Complex, waar ook de Nevada National Security Site onderdeel van is. Daardoor ligt het diep in een gebied dat al beveiligd is.

## Benamingen
Area 51 heet officieel The Groom Lake Test Site. Volgens de Central Intelligence Agency (CIA) zijn Homey Airport (ICAO-code: KXTA) en Groom Lake de correcte namen voor het gebied, Het gebied is daarnaast bekend onder onduidelijke benamingen als Watertown Strip en The Ranch. De overheid gebruikte ook de aanduiding Directorate for Development Plans Area.

## Geschiedenis
Area 51 werd gebouwd in 1955 als een testgebied voor het pas ontwikkelde spionagevliegtuig U-2. Dit vliegtuig werd onder andere ingezet boven de Sovjet-Unie. Vanuit dit vliegtuig werden op grote hoogte foto's gemaakt. Maar het neerhalen van één U-2 (met piloot Gary Powers) deed de Amerikanen beseffen dat het niet meer verantwoord was om deze vluchten in het Russische luchtruim voort te zetten.
Vanaf 1955 werd Area 51 voortdurend uitgebreid en gebruikt voor de ontwikkeling van verschillende Black Projects. Black Projects bestonden uit het ontwikkelen en testen van nieuwe geavanceerde militaire vliegtuigen, zoals de SR-71 "Blackbird", de lichte stealthbommenwerper F-117 Nighthawk en de stealthbommenwerper B-2. Ook worden er onbemande vliegtuigen op Area 51 getest.
De basis is ook gebruikt om geheime militaire projecten en hardware (zoals satellietonderdelen) te begraven. Hierdoor wilde men voorkomen dat deze projecten zouden uitlekken. Er wordt gewag gemaakt van ingangen naar onder de grond gelegen gebieden die op satellietfoto's te zien zijn. Op de basis zijn tevens diverse onderdelen voor de ruimtevaart getest, zoals maanlanders en zuurstofsystemen voor astronauten.

## Erkenning
Op 15 augustus 2013 gaf de CIA geheime documenten vrij waarin de basis als Area 51 wordt beschreven. In de documenten wordt onder meer beschreven dat de basis werd gebruikt voor testvluchten en de ontwikkeling van het U-2-spionagevliegtuig. Volgens kenners bevatten de documenten weinig nieuwe informatie, maar was het wel voor het eerst dat in officiële papieren de naam Area 51 werd genoemd.

## Legale benadering
De grenspunten tot waar men Area 51 mag benaderen, en waar borden staan dat men beslist niet verder mag, zijn aan de noordoostzijde in Lincoln County de Area 51 Back Gate aan de Back Gate Road, een zijweg van Nevada State Route 375 (ook Extraterrestrial Highway genoemd), en de Area 51 Main Gate aan de Groom Lake Road, ook een zijweg van Nevada State Route 375. Een grenspunt aan de zuidzijde is ten zuiden van Mercury in Nye County, aan de Mercury Road (ook Mercury Highway genoemd), een aftakking van U.S. Route 95; bij het grenspunt, niet ver van de aftakking, begint de Nevada National Security Site.
Deels zijn er bij de grenspunten geen hekken of slagbomen, alleen borden, maar dat neemt niet weg dat het illegaal passeren ervan door de autoriteiten zeer serieus genomen wordt.
Bij verwachte drukte of onregelmatigheden zoals hieronder genoemd zijn de grenspunten mogelijk niet bereikbaar, doordat men al eerder wordt tegengehouden.

## Bestormingsgrap
"Storm Area 51, They Can't Stop All of Us" was een als grap bedoelde oproep van een Amerikaanse student en Facebook-gebruiker (Matty Roberts) om Area 51 op 20 september 2019 te bestormen. De snelle verspreiding van de oproep via internet en het grote aantal mensen dat liet weten daadwerkelijk aan de bestorming te willen deelnemen, was geheel buiten verwachting van de initiatiefnemer en leidde ertoe dat de overheid de zaak zeer serieus nam. Uiteindelijk werden ter vervanging twee muziekfeesten georganiseerd: het ene in Rachel, ten noorden van het niet-toegankelijke gebied, het andere in Las Vegas.
Omdat door een en ander Area 51 in de belangstelling stond, reisden anderhalve week eerder ook twee Nederlandse Youtubers (Govert Sweep en Ties Granzier) naar het gebied voor het maken van een video. Daarbij reden zij tot vijf kilometer verboden gebied binnen. Ze werden ter plaatse gearresteerd en enkele dagen later op borgtocht vrijgelaten. Op 16 september verschenen ze voor de rechter. Doordat ze bekenden schuldig te zijn aan het betreden van verboden terrein, ontliepen ze een gevangenisstraf van een jaar wegens samenzwering hiertoe, waardoor ze op 19 september vrijkwamen na elk een boete van € 2100 te hebben betaald.